# Sistema de Pagamentos em Moeda Local
Sistema de Pagamentos em Moeda Local (portugiesisch) oder Sistema de Pagos en Monedas Locales (spanisch; beides kurz SML – wörtlich übersetzt: Zahlungsverfahren über lokale Währung) ist ein Zahlungssystem, das von Brasilien und Argentinien das erste Mal am 3. Oktober 2008 getestet wurde. Dieses Zahlungsverfahren ermöglicht es, den Import und Export von Gütern in seiner eigenen Landeswährung zu zahlen (bzw. Zahlungen zu erhalten), ohne dabei den Gesamtpreis zwischendurch in amerikanische Dollar zu konvertieren. Theoretisch werden hierbei Kosten eingespart, da oft Gebühren für den Umtausch verlangt werden.
Argentinien ist der größte Handelspartner Brasiliens in Lateinamerika. Und nach den Erfolgen des Zahlungssystems überlegt die brasilianische Zentralbank nun, ob sie dieses Projekt auch auf andere Staaten ausweiten kann. Unter anderem wird momentan der Beitritt von Paraguay und Uruguay geprüft. Länder wie Indien, Russland und China haben auch ihr Interesse an dem bilateralen Handelssystem mit Brasilien geäußert.

## Wie funktioniert SML?
Der große Vorteil an dem neuen System besteht darin, dass sowohl der Betrag für den Importeur als auch für den Exporteur in der eigenen Landeswährung abgerechnet wird. Gerade für kleine und mittelgroße Unternehmen, die oft keine Erfahrungen im weltweiten Handel haben, ist dies eine enorme Erleichterung. Zum Beispiel können nun lokale Hängematten-Händler jetzt ganz einfach ihr Produkt nach Argentinien exportieren, ohne dass es dabei notwendig wäre, den Preis des Produktes in US-Dollar umzurechnen. 
Beide Parteien, Käufer und Verkäufer, einigen sich auf einen Preis. Der Argentinische Importeur gibt den Preis (in Brasilianischen Reais) und alle notwendigen Daten an seine Argentinische Bank weiter. Die Umrechnung und Registrierung der Transaktion wird dann von der Argentinischen Bank durchgeführt. Da der Endpreis in Brasilianischen Reais fixiert ist, weiß der brasilianische Exporteur immer genau, welchen Betrag er bekommen wird, ohne dass er dabei eine Umrechnung in US-Dollar oder Währungs-Schwankungen in Kauf nehmen muss.
Brasilien, als wirtschaftsstärkstes Land Südamerikas, erhofft sich dabei einen steigenden bilateralen Handel zwischen den Ländern. Das Zahlungssystem mit Argentinien hat sich in der Vergangenheit bewährt, mit anhaltend steigender Popularität. Speziell kleine und mittelgroße Unternehmen nutzen das Zahlungssystem, auch deswegen, weil sie oft keine Erfahrungen im weltweiten Handel haben und durch die Möglichkeit, den Preis in der eigenen Währung festzulegen, die Transaktion erleichtert wird.